# Grand Prix de Wallonie 2017
La 58e édition du Grand Prix de Wallonie a lieu le 13 septembre 2017. Elle fait partie du calendrier UCI Europe Tour 2017 en catégorie 1.1.

## Présentation

### Organisation
Depuis 2003, le Grand Prix de Wallonie est organisé par TRW'Organisation, organisateur du Tour de la Région wallonne (devenu depuis le Tour de Wallonie). Ce changement de propriétaire est l'occasion d'une modification du parcours de la course et de sa date : elle a lieu en septembre depuis 2003, et non plus en mai,.

### Parcours
Le départ est donné à Chaudfontaine. L'arrivée a lieu au sommet de la citadelle de Namur.

### Équipes
Classé en catégorie 1.1 de l'UCI Europe Tour, le Grand Prix de Wallonie est par conséquent ouvert aux UCI WorldTeams dans la limite de 50 % des équipes participantes, aux équipes continentales professionnelles, aux équipes continentales et aux équipes nationales.
Vingt équipes participent à ce Grand Prix de Wallonie : six équipes UCI ProTeams, sept équipes continentales professionnelles, six équipes continentales et une équipe nationale.
| WorldTeams (6)- AG2R La Mondiale - BMC Racing Team - FDJ - Lotto-Soudal - Quick-Step Floors - Lotto NL-Jumbo Équipes continentales professionnelles (7)- Cofidis, Solutions Crédits - Fortuneo-Oscaro - Roompot-Nederlandse Loterij - Sport Vlaanderen-Baloise - Verandas Willems-Crelan - Wanty-Groupe Gobert - WB-Veranclassic-Aqua Protect Équipes continentales (6)- AGO-Aqua Service - Armée de terre - Cibel-Cebon - Roubaix Lille Métropole - Tarteletto-Isorex - T.Palm-Pôle Continental Wallon Équipe nationale- Belgique espoirs |
| |

## Classements

### Classement final
| \| Classement général \| Classement général \| Classement général \| Classement général \| Classement général \| \| Coureur \| Coureur \| Pays \| Équipe \| Temps \| \| ------------------ \| ------------------ \| ------------------ \| -------------------------- \| ------------------ \| \| 1er \| Tim Wellens \| Belgique \| Lotto-Soudal \| 5 h 26 min 00 s \| \| 2e \| Tony Gallopin \| France \| Lotto-Soudal \| + 1 min 22 s \| \| 3e \| Julien Simon \| France \| Cofidis, Solutions Crédits \| + 1 min 23 s \| \| 4e \| Tiesj Benoot \| Belgique \| Lotto-Soudal \| + 1 min 23 s \| \| 5e \| Jan Bakelants \| Belgique \| AG2R La Mondiale \| + 1 min 25 s \| \| 6e \| Dylan Teuns \| Belgique \| BMC Racing Team \| + 1 min 28 s \| \| 7e \| Jelle Vanendert \| Belgique \| Lotto-Soudal \| + 1 min 37 s \| \| 8e \| Gianluca Brambilla \| Italie \| Quick-Step Floors \| + 1 min 37 s \| \| 9e \| Bjorg Lambrecht \| Belgique \| Belgique espoirs \| + 1 min 37 s \| \| 10e \| Loïc Vliegen \| Belgique \| BMC Racing Team \| + 1 min 37 s \| |                    |          |                            |                 |
| |                    |          |                            |                 |
| Source : ProCyclingStats |                    |          |                            |                 |
| Classement général |                    |          |                            |                 |
| Coureur | Coureur            | Pays     | Équipe                     | Temps           |
| 1er | Tim Wellens        | Belgique | Lotto-Soudal               | 5 h 26 min 00 s |
| 2e | Tony Gallopin      | France   | Lotto-Soudal               | + 1 min 22 s    |
| 3e | Julien Simon       | France   | Cofidis, Solutions Crédits | + 1 min 23 s    |
| 4e | Tiesj Benoot       | Belgique | Lotto-Soudal               | + 1 min 23 s    |
| 5e | Jan Bakelants      | Belgique | AG2R La Mondiale           | + 1 min 25 s    |
| 6e | Dylan Teuns        | Belgique | BMC Racing Team            | + 1 min 28 s    |
| 7e | Jelle Vanendert    | Belgique | Lotto-Soudal               | + 1 min 37 s    |
| 8e | Gianluca Brambilla | Italie   | Quick-Step Floors          | + 1 min 37 s    |
| 9e | Bjorg Lambrecht    | Belgique | Belgique espoirs           | + 1 min 37 s    |
| 10e | Loïc Vliegen       | Belgique | BMC Racing Team            | + 1 min 37 s    |

## Liste des participants
Liste des participants sur le site officiel.